# Yunnanilus pleurotaenia
Yunnanilus pleurotaenia е вид лъчеперка от семейство Nemacheilidae. Видът е уязвим и сериозно застрашен от изчезване.

## Разпространение
Разпространен е в Китай (Юннан).

## Описание
На дължина достигат до 6,5 cm.
Популацията на вида е намаляваща.